# Рихтер, Ян
Ян Ри́хтер (чеш. Jan Richter, 29 марта 1923, Тишнов или Тишнов — 25 июля 1999, Тишнов) — чехословацкий хоккеист, вратарь. Участник зимних Олимпийских игр 1952 года, серебряный призёр чемпионата Европы 1952 года, бронзовый призёр чемпионата Европы 1954 года.

## Биография
Ян Рихтер родился в чехословацком городе Тишнов (сейчас в Чехии).
Играл в хоккей с шайбой за «Спартак» из Кралова Поля.
В 1952 году вошёл в состав сборной Чехословакии по хоккею с шайбой на зимних Олимпийских играх в Осло. Играл на позиции вратаря, провёл 8 матчей, пропустил 21 шайбу (шесть от сборной США, пять — от Швеции, четыре — от Канады, три — от Швейцарии, две — от Финляндии, одну — от ФРГ). По итогам турнира получил серебряную медаль чемпионата Европы.
В 1953 году участвовал в чемпионате мира в Швейцарии, который сборная Чехословакии досрочно покинула и вернулась домой в знак траура по скончавшемуся президенту страны Клементу Готвальду. Провёл 4 матча, пропустил 8 шайб.
В 1954 году участвовал в чемпионате мира в Стокгольме, провёл 3 матча, пропустил 8 шайб. По итогам турнира получил бронзовую медаль чемпионата Европы.
В течение карьеры провёл за сборную Чехословакии 37 матчей.
Умер 25 июля 1999 года в Тишнове.